# Liste von Schiffen mit dem Namen Mars
Mars war der Name verschiedener Schiffe unter verschiedenen Nationalitäten.

## Schiffsliste
| Bezeichnung                           | Schiffsart                     | Klasse / Typ | Baujahr | Bauwerft                         | Eigner                         | Dienstzeit | Verbleib                                                                                  | Bild |
| ------------------------------------- | ------------------------------ | ------------ | ------- | -------------------------------- | ------------------------------ | ---------- | ----------------------------------------------------------------------------------------- | ---- |
| Mars (auch Makalös oder Jutehattaren) | Segelkriegsschiff, Flaggschiff |              | 1561    | Birkenes (heute: Björkenäs)      | Schwedenkönig Erik XIV.        | 1563–1564  | 1564 explodiert und gesunken                                                              |      |
| Mars                                  | Segelkriegsschiff              |              | 1632    | Västervik                        | Schwedenkönig Gustav II. Adolf | 1632–1660  | 1660 zur Hulk abgebaut                                                                    |      |
| Mars                                  | Ostindienfahrer                |              | 1665    | Amsterdam                        | V.O.C.                         | 1665       | 1665 von der Royal Navy gekapert                                                          |      |
| Mars                                  | Segelkriegsschiff              |              | 1667    | in Lübeck für Schweden           |                                | 1667–1677  | 1677 von der dänischen Marine erobert, 1677 bis 1717 in dänischen Diensten, 1717 gesunken |      |
| Mars                                  | Segelkriegsschiff              |              | 1761    | Niederlande                      |                                | 1761–1781  | von der Royal Navy erobert, danach unbekannt                                              |      |
| Mars                                  | Segelkriegsschiff              |              | 1769    | Amsterdam                        |                                | 1769–1781  | von der Royal Navy erobert, danach unbekannt                                              |      |
| Mars                                  | Segelkriegsschiff              |              | 1780    | Haar-lem                         |                                | 1780–1791  | von der Royal Navy erobert, danach unbekannt                                              |      |
| Mars                                  | Artillerieschulschiff          |              | 1879    | Kaiserliche Werft, Wilhelmshaven | Kaiserliche Marine             | 1881–1908  | 1921 abgewrackt                                                                           |      |
| Mars                                  | Kriegsschiff                   |              | 1897    |                                  | Royal Navy                     | 1897–1921  | 1921 Abbruch                                                                              |      |
| Mars                                  | Fahrgastschiff                 |              | 1927    | Tegelort                         | Stern und Kreisschiffahrt      |            | in Fahrt                                                                                  |      |
| Mars                                  | Artillerieschulschiff          |              | 1937    | Nordseewerke Emden               | Kriegsmarine                   | 1938–1944  | am 11. April 1944 durch Luftangriff ausgebrannt                                           |      |